# Tahir Karimli
Tahir Karimli est un homme politique azerbaïdjanais, membre des Ve et VIe  législatures de l'Assemblée nationale d'Azerbaïdjan.

## Biographie
Tahir Karimli est né le 5 mars 1956 dans la ville d'Agsu. Il est diplômé de la faculté de droit de l'Université d'État de Bakou. Il parle russe.

### Carrière
Il est vice-président du Comité des droits de l'homme de l'Assemblée nationale, membre du Comité de la politique juridique et de la construction de l'État. Tahir Karimli est membre de groupes de travail sur les relations avec les parlements de la République fédérale d'Allemagne, du Brésil, de la Chine, du Qatar, du Pakistan, du Paraguay, de la Turquie et du Japon.
Il est membre de la délégation azerbaïdjanaise à l'Union parlementaire de l'Organisation de la coopération islamique.

### Famille
Tahir Karimli est marié et a 4 enfants.